# Alexander Lodiguin
Alexander Nikolaievich Lodiguin (em russo:  Александр Николаевич Лодыгин; 18 de outubro de 1847 — 16 de março de 1923) foi um engenheiro elétrico russo, inventor da lâmpada de bulbo incandescente.

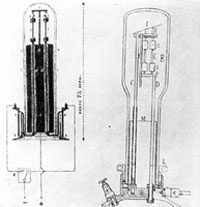
A lâmpada de Lodiguin